# 北旭川車站
北旭川車站（日语：／ Kita-asahikawa eki */?）是位於日本北海道旭川市流通團地，屬於日本貨物鐵道（JR貨物）的鐵路車站。本站屬於宗谷本線，2005年度的貨物吞吐量為715,524公噸。

## 歷史
- 1968年（昭和43年）10月1日 - 以國有鐵道車站（貨物車站）開始營運。
- 1974年（昭和49年）10月1日 - 開始營運郵政包裹業務（改為一般車站）。
- 1980年（昭和55年）10月1日 - 連接東旭川站的石北本線貨物支線開始營運。
- 1984年（昭和59年）2月1日 - 取消郵政包裹業務（改為貨物車站）。
- 1986年（昭和61年）11月1日 - 連接東旭川站的貨物支線暫停營運。與北見貨櫃中心的貨車運輸開始營運。
- 1987年（昭和62年）4月1日 - 國鐵分割民營化後，由JR貨物繼承。連接東旭川站的貨物支線正式取消。
- 1996年（平成8年）9月1日 - 與名寄站的貨車運輸開始營運。
- 2003年（平成15年）9月1日 - 原本位於旭川車站附近的JR北海道旭川車廠，因旭川站高架化及週邊土地都市更新而搬遷至此車站的東面。

## 車站周邊
車站的東南方為永山的市中心，而西北方則主要為倉庫及批發業務。
- 北海道道641號北旭川停車場線
- 北海道道761号北旭川停车场永山线
- 國道12號
- 國道39號
- 日本通運旭川總合分店旭川分店貨櫃中心
- 旭川流通團地簡易郵政局
- 流通團地
- 明治旭川工廠
- 旭川蔬果批發市場
- 旭川地區批發市場
- 石狩川
- 道北巴士（日语：道北バス）「北旭川車站前」車站

## 相鄰車站
北海道旅客鐵道（JR北海道）
宗谷本線
新旭川－北旭川－永山